# کته دورش
کته دورش (آلمانی: Käthe Dorsch; ۲۹ دسامبر ۱۸۹۰ – ۲۵ دسامبر ۱۹۵۷) یک بازیگر سینما اهل آلمان بود.
از فیلم‌ها یا برنامه‌های تلویزیونی که وی در آنها نقش داشته‌است می‌توان به کمدین‌ها اشاره کرد.